# Lecah
Lecah is een bestuurslaag in het regentschap Muara Enim van de provincie Zuid-Sumatra, Indonesië. Lecah telt 1649 inwoners (volkstelling 2010).